# Agia Eirini (Girne)
Agia Eirini o Agia Irini (in greco Αγία Ειρήνη?; in turco Akdeniz) è un villaggio situato nella baia di Morfou, a circa 10 km a nord di Morfou.  È sotto il controllo de facto di Cipro del Nord, dove appartiene al distretto di Girne, mentre de iure appartiene al distretto di Kyrenia della Repubblica di Cipro. 
La sua popolazione nel 2011 era di 522 abitanti.

## Geografia fisica
Il villaggio si trova a meno di due chilometri dalla baia di Morfou e a dieci chilometri a ovest di Myrtou/Çamlıbel.

## Origini del nome
Il villaggio è chiamato anche Agia Eirini di Kyrenia. Il significato del suo nome in greco è "Santa Irene" (Irini in greco significa "pace", ma è anche un nome femminile). Nel 1958 i turco-ciprioti hanno iniziato a usare un nome alternativo per il villaggio, Akdeniz, che significa "Mar Mediterraneo".

## Monumenti e luoghi di interesse

### Siti archeologici
Il santuario di Agia Irini si trova vicino al villaggio. Il sito è stato scavato dalla missione archeologica svedese nel 1929. Il santuario è costituito da un temenos (spazio di terra riservato al culto degli dei) rustico a pianta ovale irregolare, situato in un campo aperto vicino alla costa. Il sito è piuttosto isolato, anche se nella sua parte settentrionale sono state trovate prove dell'esistenza di un piccolo insediamento e di sepolture, alcune datate al periodo ciprogeometrico. Il temenos era circondato da un grande e spesso muro di terra. L'ingresso del temenos era a sud e il suo pavimento era costituito da terra e sabbia calpestata. Nella parte settentrionale del temenos è stato eretto un altare basso, di forma triangolare irregolare, e nelle vicinanze si trova un tavolo per le offerte di liquidi.
I templi furono costruiti all'inizio della Prima epoca cipro-geometrica o cipro-geometrica e continuarono fino alla metà della Terza epoca cipro-geometrica o cipro-geometrica III, quando subirono delle modifiche. Un nuovo altare fu eretto vicino al luogo in cui si trovava quello vecchio. Questo nuovo altare era costituito da un pilastro monolitico di calcare. Questi templi funzionarono fino alla metà del periodo arcaico Cypro-I.
Il santuario di Agia Irini è famoso per il gran numero di figure di terracotta trovate in situ intorno all'altare e conservate nel Museo di Cipro. Queste figure, probabilmente offerte a un dio, sono circa 2000, di cui solo due rappresentano donne. Molte di queste figure sono eccezionalmente grandi e un gran numero sembra provenire dalla stessa bottega, che sembra aver applicato le stesse tecniche e gli stessi stili per molti anni.

## Società

### Evoluzione demografica
Durante il periodo ottomano, i cristiani costituivano la maggioranza del villaggio (71%). Tuttavia, nei primi 50 anni del periodo britannico il loro numero ristagnò. Nel 1921, il rapporto tra la popolazione del villaggio era quasi 50:50. A causa di fattori indeterminati, tra il 1931 e il 1960, il tasso di crescita della popolazione greco-cipriota fu ancora una volta più lento di quello dei loro vicini turco-ciprioti. Nel censimento del 1960, i turco-ciprioti erano la maggioranza nel villaggio (quasi il 65%).
Nell'agosto 1974, quasi tutti i greco-ciprioti fuggirono dall'avanzata dell'esercito turco. Tuttavia, cinque di loro riuscirono a rimanere nel villaggio fino al novembre 1976, quando inoltrarono all'UNFICYP la "richiesta" di essere portati dall'altra parte della Linea Verde. Attualmente, come il resto degli sfollati greco-ciprioti, i greco-ciprioti di Agia Irini sono sparsi in tutto il sud dell'isola. La popolazione sfollata di Agia Irini può essere stimata in circa 130 persone, dato che la popolazione greco-cipriota era stimata in 126 persone nel 1973.
Attualmente il villaggio è abitato principalmente dagli abitanti originari turco-ciprioti. Tuttavia, negli ultimi dieci anni, alcuni turco-ciprioti provenienti da altri villaggi e alcuni turco-ciprioti rientrati dal Regno Unito hanno acquistato proprietà e si sono stabiliti qui. Secondo il censimento turco-cipriota del 2006, la popolazione del villaggio ammonta a 597 abitanti.